# Sim Sang-jung
Sim Sang-jung (Paju, 20 de febrero de 1959) es una política surcoreana. Actualmente es miembro de Asamblea Nacional y fue líder del Partido de la Justicia de 2015 a 2017 y de 2019 a 2020, fue candidata a la presidencia en las elecciones de 2017 y posteriormente en las elecciones de 2022.

## Biografía
Nació en la ciudad de Paju, estudió licenciatura en historia en la Universidad Nacional de Seúl. A la edad de 21 años, trabajó en una fábrica de casete donde comenzaron sus días como activista por los derechos laborales.
Posteriormente, fue despedida por movilizar a los trabajadores para exigir salarios más altos y mejores alimentos, pero continuó con el activismo laboral. En 1985, estabubo en la lista de los más buscados del país por instigar huelgas laborales. Estuvo en la lista durante 9 años y se casó con su esposo, un compañero activista, durante ese tiempo. Fue acusada formalmente de instigación de daño masivo e instigación de incendio provocado, y fue sentenciada a un año y medio de prisión, pero una sentencia condicional de dos años, poco después de quedar embarazada.

## Carrera política
Es una importante figura progresista en la política surcoreana. Como legisladora de tres mandatos en la Asamblea Nacional, exlíder del Partido Laborista Democrático, ex cofundadora del Partido Nuevo Progresista y ex cofundadora y líder del Partido Progresista Unificado (UPP).
Sim fue elegida por primera vez como representante proporcional en la Asamblea Nacional por el Partido Laborista Democrático. Ganó su primera elección directa en la Asamblea como miembro de la UPP con el 49,37% de los votos en un área de Gyeonggi Goyang en 2012.
Tras la desintegración del Partido Progresistap Unificado después de la petición del gobierno de Park Geun-hye al Tribunal Constitucional de Corea por las supuestas opiniones a favor de Corea del Norte de la UPP en 2013, Sim fundó el Partido de la Justicia. Ganó otro escaño en la Asamblea Nacional en 2016, nuevamente en un área de Goyang con el 53% de los votos. En las elecciones de 2020, derrotó a Moon Myung-soon del Partido Demócrata y Lee Kyung-hwan del PPP convirtiéndose en la primera parlamentaria de cuatro mandatos de un partido progresista en Corea.

## Posiciones políticas

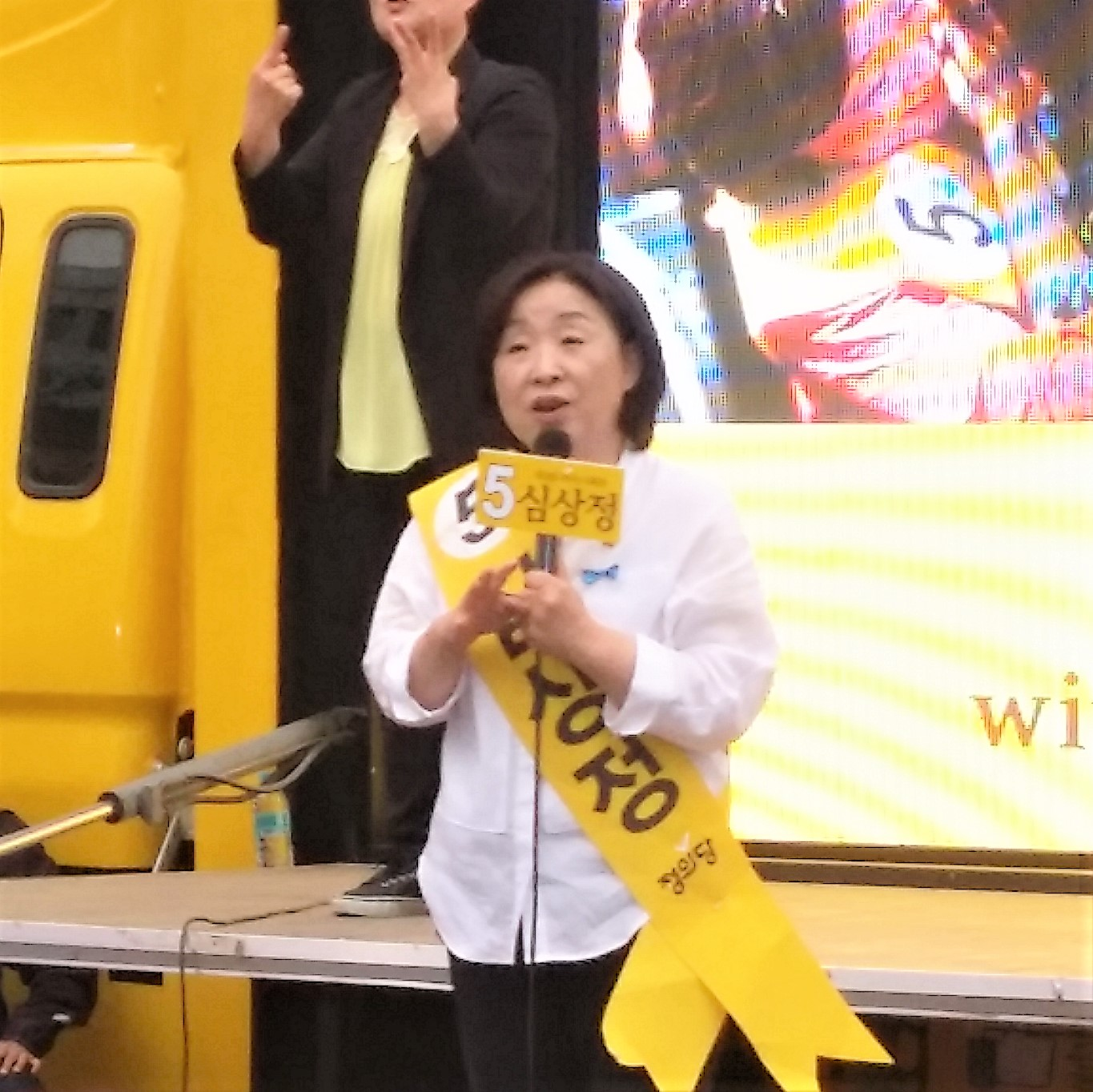
Sim Sang-jung en 2017

Se define como progresista y feminista, sus posiciones económicas reflejan la plataforma progresista de su partido. Esto incluye reformar los Chaebols para prohibir la sucesión hereditaria. También se opone al conservadurismo social y apoya abiertamente los derechos LGBT y el matrimonio igualitario en Corea del Sur. También esta a favor de la desnuclearización de la península de Corea.